# William Bishop
William Bishop   (Owen Sound, 8 de febrer de 1894 - Palm Beach, 11 de setembre de 1956) Mariscal de l'aire William Avery «Billy» Bishop fou un as de la Primera Guerra Mundial canadenc, oficialment acreditat amb 72 victòries, essent l'as d'asos canadenc, i segons algunes fonts, l'as d'asos de l'Imperi Britànic.

## Biografia
Bishop va néixer a Owen Sound, Ontario, Canadà. Era el segon dels tres fills de William Avery i Margaret Bishop. El seu pare, era un advocat graduat al Osgoode Hall Law School de Toronto que exercia de registrador del Grey County, Ontario. Ja quan anava a la universitat d'Owen Sound s'havia guanyat una reputació de lluitador, defenent-se i defenent a d'altres dels busca-raons. Evitava els esports d'equip, preferint desafiaments més solitaris com la natació, en anar a cavall o el tir. Bishop no era tant bo pels estudis, abandonava qualsevol assignatura que no pogués superar amb facilitat, i sovint feia campana a classe. Als 15, Bishop va tenir la seva primera experiència amb l'aviació; construí un avió de cartró, fusta i cordill, i "volà" des del teulat de la seva casa de tres pisos. Resultà sa i estalvi d'entre les restes ajudat per la seva germana. El 1911, a l'edat de 17 anys, Billy Bishop entrà al Col·legi Militar Reial del Canadà (RMC) a Kingston (Ontario), on el seu germà Worth s'havia graduat el 1903. Bishop va suspendre el seu primer any al RMC, després de ser enxampant copiant.

## Servei durant la Primera Guerra Mundial

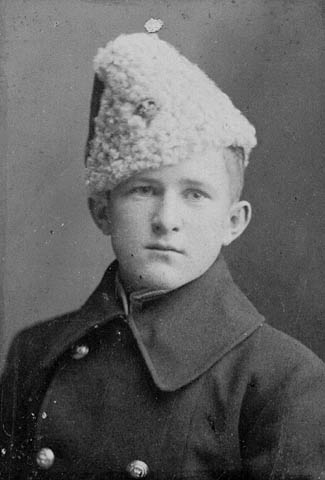
Bishop de cadet, 1914

Quan la Primera Guerra Mundial esclatà el 1914, Bishop abandonà la RMC i s'enrolà al regiment de cavalleria Mississauga Horse. Nomenat oficial, no va poder viatjar cap a Europa amb el regiment, a causa d'una pneumònia. Després de recuperar-se, fou transferit al 7th Canadian Mounted Rifles, una unitat d'infanteria muntada, en aquells temps estacionada a London (Ontario). Bishop mostrà una habilitat natural amb l'escopeta, especialment en el camp de tir. La seva aguda vista li permetia encertar objectius a distàncies llunyanes, on altres només hi veien punts. Van abandonar Canadà cap a Anglaterra el 6 de juny de 1915 a bord del requisat vaixell de guerra Caledonia. El 21 de juny, prop de la costa irlandesa, el comboi de vaixells fou atacat per submarins. Dos vaixells es van enfonsar, morint 300 canadencs, però el vaixell de Bishop arribà al port de Plymouth el 23 de juny intacte.

### Com a observador
Bishop es frustrà ràpidament amb el fang de les trinxeres i l'absència d'acció. El juliol de 1915, després de veure un aparell de la Royal Flying Corps retornant d'una missió, Bishop digué "...allà dalt està tot net! M'hi jugo el que vulguis que allà dalt no trepitges fang ni merda de cavall. Si morissis, almenys seria una mort neta." Fou transferit a la RFC, i com que no hi havia places lliures per als pilots de caça a l'escola de pilots, escollí esser observador. L'1 de setembre, peticionà a l'Esquadró 21 d'entrenament per a instrucció aèria elemental. El primer aparell en el qual va entrenar fou un Avro 504, pilotat per Roger Neville. Bishop era expert en prendre imatges aèries, i aviat fou encarregat d'instruir a altres observadors amb la càmera. L'esquadró fou enviat a França el gener de 1916, i arribà al camp d'aviació de Boisdinghem, prop de Saint-Omer equipat amb aparells de reconeixement R.E.7. La primera missió de combat de Bishop, fou com a observador per a l'artilleria britànica. Al principi, l'aparell no despegaria fins que no haurien descarregat totes les bombes i metralladores. Bishop i el pilot Neville volaren sobre les línies alemanyes prop de Boisdinghem i quan van trobar el Howitzer alemany, informaren de les coordenades als britànics, qui bombardejarien i destruirien l'objectiu. Durant els següents mesos, Bishop volà en missions de reconeixement i bombardeig, però mai disparà la seva metralladora vers l'enemic. Durant un enlairament a l'abril de 1916, l'aparell de Bishop sofrí una fallada de motor i es va ferir greument del genoll. La ferida s'agreujà mentre el traslladaren a Londres al maig de 1916, i Bishop fou hospitalitzat a l'hospital de Bryanston Square. Allà, va conèixer i s'amistà amb la ben relacionada Lady St. Helier, amiga tant de Winston Churchill com del secretari de l'aire Lord Hugh Cecil. Quan el seu pare sofrí una petita apoplexia, St.Helier s'ho manegà perquè Bushop es pogués recuperar al Canadà, perdent-se tota la batalla del Somme.
Bishp tornà a Anglaterra al setembre de 1916, i, gràcies a la influència de St. Helier, fou acceptat per a formar-se com a pilot de caça a la Central Flying School a Upavon, plana de Salisbury. El seu primer vol en solitari fou en un Maurice Farman "Shorthorn".

### Combat aeri
El novembre de 1916, després d'esdevenir pilot fou enviat a la Sutton's Farm, Essex, Anglaterra, amb la resta de l'Esquadró núm. 37 on pilotaria un BE.2c. A Bishop però no li agrada el fet de sobrevolar Londres de nit en busca de dirigibles alemanys, fet que propicià que aviat demanés esser transferit a França.

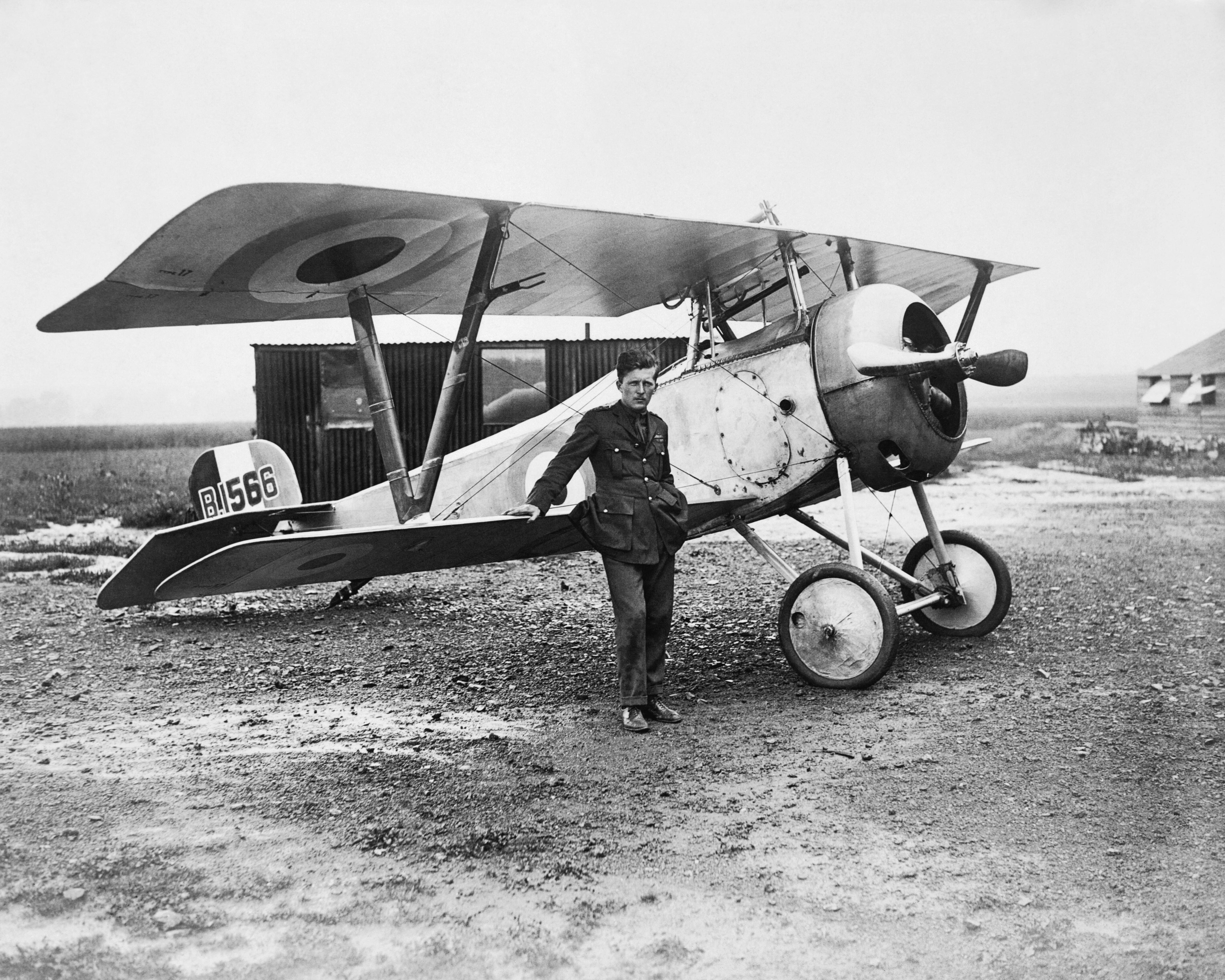
Bishop i un caça Nieuport 17.

Al 17 de març de 1917 Bishop entrà a l'Esquadró núm. 60 (RCF) estacionat a Filescamp Farm a prop d'Arràs, on pilotaria un caça Nieuport 17. En aquells moments, les esperances de vida mitjanes d'un pilot novell en aquell sector era de només 11 dies, on els asos alemanys estaven abatent aparells britànics amb una relació de 5 a 1. La primera patrulla de Bishop, el 22 de març fou un autèntic desastre. Bishop va tenir problemes per a controlar el seu aparell, quasi abatut per foc antiaeri, i separat del seu grup de patrulla. El 24 de març, després d'accidentar el seu aparell mentre aterrava, el General John Higgins, qui havia vist el succés, ordenà que Bishop tornés a l'escola d'entrenament a Upavon. Abans que Bishop marxés però, el Major Alan Scott, va convèncer a Higgins que deixés a Bishop a l'Esquadró fins que no arribés un substitut. L'endemà, Bishop reclamà la seva primera victòria, ja que formava part del grup de quatre Nieuports que van abatre tres caces Albatros D.III prop de Saint Leger. Bishop feu caure i ferí de mort al tinent Theiller (tot i que el llibre 'Above the Lines' de Shores afirma que l'as Theiller de 12 victòries fou abatut el 24 de març quan combatia contra l'Esquadró núm. 70 (RFC) de Sopwiths, no coincidint aquesta victòria amb les dades conegudes) tot i que fallant-li el motor durant el combat. Aterrà en terra de ningú, a unes 300 iardes del front alemany. Després de córrer cap a les trinxeres aliades, Bishop passà la nit a terra sota una forta tempesta. Allà escriví una carta a casa, començant: 
| « | Escric des d'una trinxera a 300 iardes del front alemany, després de l'aventura més increïble de la meva vida. | » |

 El general Higgins el felicità personalment, i rescindí la seva ordre que Bishop tornés a l'escola de vol. El 30 de març de 1917 Bishop fou ascendit a comandant de vol. L'endemà aconseguí la seva segona victòria. Bishop, a part de volar en les patrulles habituals amb els seus companys d'esquadró, sovint volava en solitari en missions no oficials (conegudes com de llop solitari) en territori enemic, amb el consentiment del Major Scott. Amb aquestes aconseguiria que el seu total incrementés ràpidament. El 8 d'abril aconseguí la seva cinquena victòria esdevenint as. Per a celebrar-ho, el mecànic de Bishop pintà el morro del seu aparell de color blau, la marca d'as. Albert Ball, antic membre de l'esquadró i en aquell moment as d'asos de l'Imperi Britànic, l'havia pintat de vermell.
L'estil despreocupat de Bishop el duia sempre a estar al cap de la formació de l'esquadró, de vegades a més de mitja milla de la resta de l'esquadró, liderant els seus pilots en combat sobre territori hostil. Bishop però, havia s'adonà que aquesta tècnica només faria que l'abatessin, sobretot després que un mecànic de l'esquadró comptes fins a 210 forats de bala en el seu aparell. El seu nou mètode d'atac per sorpresa semblà més profitós, essent acreditat amb 12 aparells només a l'abril, essent condecorat amb la Militar Cross i ascendit a capità per la seva participació en la batalla de Vimy Ridge. Els èxits de Bishop i el seu aparell de morro blau foren tinguts en compte en el bàndol alemany, on es referien a Bishop com la serventa de l'infern (Hell's Handmaiden). Ernst Udet s'hi va referir com "el millor as de caça anglès" i fins i tot una Jasta tenia una recompensa a canvi d'abatre'l.
El 30 d'abril, Bishop va sobreviure en un combat amb la Jasta 11 i Manfred von Richthofen, el Baró Roig. Al maig, Bishop fou condecorat amb la Distinguished Service Order en abatre 2 aparells enemics mentre era atacat per altres quatre.
El 2 de juny de 1917, Bishop volà en una nova missió en solitari darrere les línies enemigues per atacar un camp d'aviació alemany, on reclamà haver abatut tres aparells que volien despegar per atacar-lo i que en va destruir uns quants més que estaven a terra. Per aquesta gesta, fou condecorat amb la Creu Victòria, tot i que es diu que podria haver exagerat la seva gesta. La seva Creu Victòria és una de les dues atorgades que violen les regles de requeriment de testimonis (essent l'altra la Tomba del Soldat desconegut), i en haver estat perdudes les dades alemanyes, així com els arxius de la Creu Victòria, no hi ha manera de confirmar si hi va haver testimonis. De totes maneres, era habitual durant aquells temps a la RFC i RNAS de reclamar victòries sense testimonis que ho demostressin ni cap altra confirmació.
El juliol, l'esquadró va rebre nous S.E.5s, un aparell més ràpid i potent que millorava a més, la visibilitat del pilot. L'agost de 1917, Bishop passà a Albert Ball en victòries esdevenint (temporalment) l'as d'assos de la Royal Flying Corps, poc després que fos informat que havia estat condecorat amb la Creu Victòria pel seu atac del juny a l'aeròdrom alemany.

### Marxa al Canadà
Tornà cap a casa al Canadà el 1917, on fou aclamat com un heroi i donà moral al poble canadenc, cansat de la guerra. El 17 d'octubre de 1917, es casà amb la qual havia estat la seva promesa durant bastant temps, Margaret Burden, a l'església Timothy Eaton Memorial de Toronto. Margaret, era neta de Timothy Eaton i germà del també as Henry John Burden. Després de la boda, fou assignat a la British War Mission a Washington DC per a ajudar els nord-americans a crear el seu exèrcit de l'aire. Durant la seva estada a Washington escriuria la seva autobiografia titulada Winged Warfare.

### Torna a Europa
Al seu retorn a Anglaterra a l'abril de 1918 Bishop fou ascendit a Major i li fou encarregada la comandància de l'Esquadró num. 85, els Flying Foxes. Aquest esquadró era de nova creació i Bishop va tenir llibertat per a escollir els pilots que n'haurien d'acabar formant part. L'esquadró estava equipat amb caces SE5a i foren estacionats a Petit Synthe, França, el 22 de maig de 1918. El 27 de maig, després de familiaritzar-se amb el nou camp de combat i valorar l'oposició, Bishop es dirigí cap al front en una missió en solitari, abatent un aparell d'observació en el seu primer combat des de l'agost de 1917. L'endemà en va abatre dos més. Des del 30 de maig fins a l'1 de juny va fer caure 6 aparells més, incloent l'as germànic Paul Billik, duent el seu nombre de victòries fins a un total de 59 recuperant ara el seu títol d'as d'asos dels aliats, títol que posseïa James McCudden mentre Bishop era al Canadà.
La preocupació del govern canadenc sobre la possible mort de Bishop no parava d'augmentar, de manera que el 18 de juny se li ordenà tornar a Anglaterra per ajudar a organitzar la nova Canadian Flying Corps. A Bishop però, no li agradà que aquesta ordre arribés tan aviat després d'arribar a França. Per exemple escrivint a la seva dona: "Mai he estat tant furiós en tota la meva vida." L'ordre especificava que havia d'abandonar França al migdia del 19 de juny. Aquell matí, Bishop decidí volar en una última missió en solitari. En només 15 minuts de combat afegí 5 victòries més al seu total. Reclamà haver abatut dos caces Pfalz D.IIIa, haver causat la col·lisió entre altres dos, i haver abatut un altre aparell de reconeixement germànic.
El 5 d'agost, Bishop fou ascendit a tinent coronel i ocupà la posició de "oficial comandant-designat de la Canadian Air Force Section of the General Staff, Headquarters Overseas Military Forces of Canada." Era a bord del vaixell que el duia de volta cap al Canadà quan arribaren les notícies de l'armistici. Bishop fou alliberat de la Canadian Expeditionary Force el 31 de desembre.
Al final de la guerra, havia reclamat un total de 72 victòries, incloent dos globus aerostàtics, 52 i dos compartits foren destruïts mentre que a altres 16 se'ls havia fet perdre el control de l'aparell "out of control".

## Carrera durant la postguerra
Després de la guerra, Bishop establí una companyia aèria de passatgers que va tenir poc èxit amb el també as William Barker, però després de problemes legals i financers, i també un greu accident, la companyia es dissolgué. El 1921, Bishop i la seva família es traslladaren a Anglaterra, on va tenir més sort. El 1928 fou el convidat d'honor d'una trobada d'asos alemanys a Berlín i fou nomenat membre honorífic de l'associació. Tot i això, la riquesa de la família fou perduda a causa del crac del 29 i es veieren forçats a tornar al Canadà. Allà li fou oferta la vicepresidència de McColl Frontenac Oil Company.

### Segona Guerra Mundial

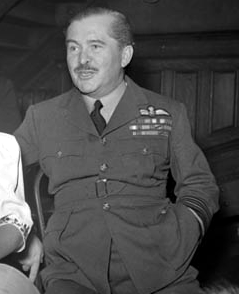
Mariscal de l'aire William Avery Bishop, 1942.

El 1938, fou nomenat mariscal de l'aire honorífic de la Royal Canadian Air Force (RCAF) i encarregat de reclutament. Fou tant reeixit en aquest càrrec que l'exèrcit no podia admetre al gran nombre d'aplicacions. Bishop creà el sistema d'entrenament per als pilots canadencs i va promoure el pla d'entrenament per als pilots de la Commonwealth, el Commonwealth Air Training Plan, el qual serví per a entrenar més de 167000 aviadors del Canadà durant la Segona Guerra Mundial. El 1942, va aparèixer representant-se a ell mateix en el llargmetratge Captains of the Clouds, un tribut de Hollywood a la RCAF.
L'estrès i el cansament provocat per la guerra influenciaren negativament en la salut de Bishop, de manera que el 1944 renuncià a la seva posició en la RCAF per tornar a la vida empresarial privada a Montreal, abans de retirar-se el 1952. Més tard, el seu fill comentà que en l'aniversari dels 50 anys, més aviat semblava tenir-ne 70. Tot i això, Bishop restà actiu en el món de l'aviació, predint la importància i el creixement de l'aviació comercial un cop acabada la guerra. Els seus esforços per a crear una organització que gestionés aquest camp conduïren a la formació de la International Civil Aviation Organization (ICAO) a Montreal. També va escriure un segon llibre, Winged Peace, advocant al control internacional del poder aeri global.

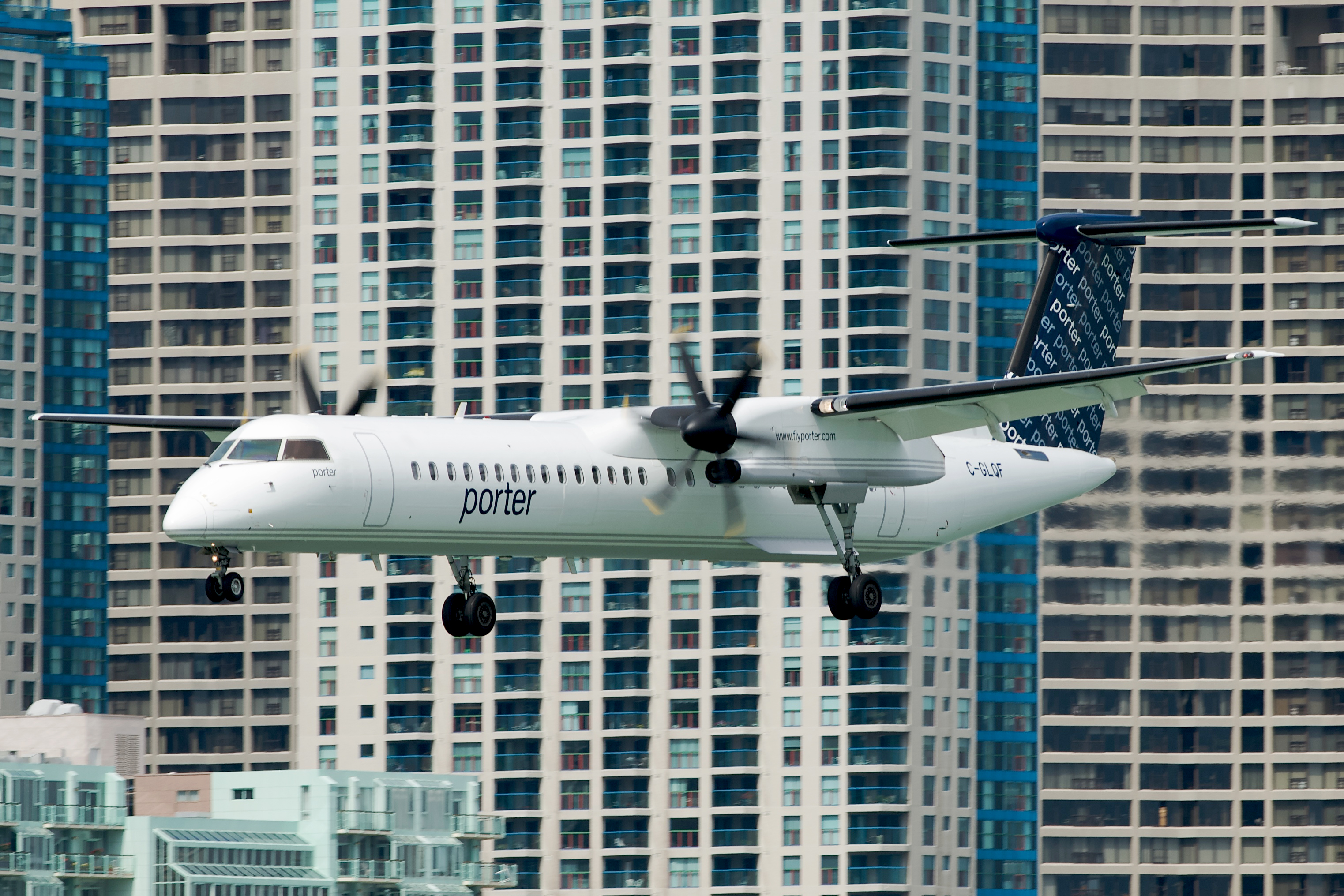
Porter Airlines Dash-8 aterrant a l'aeroport Billy Bishop de la ciutat de Toronto. (CYTZ/YTZ)

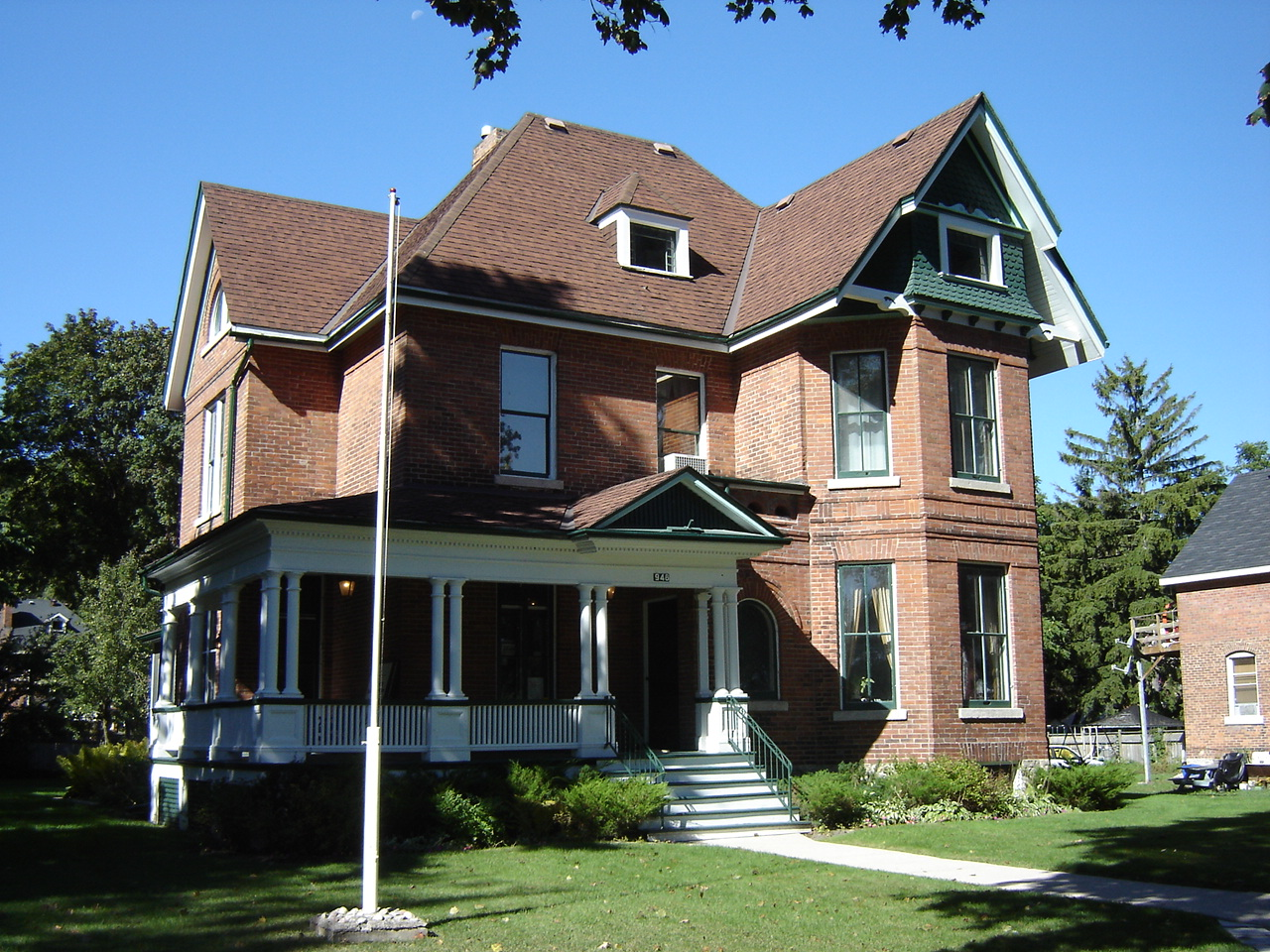
Museu del mariscal de l'aire William Avery Bishop.

Amb l'esclat de la guerra de Corea, Bishop s'oferí un cop més per a desenvolupar el seu rol de reclutament, però a causa del seu pobre estat de salut no arribà a desenvolupar aquest paper. Morí mentre dormia l'11 de setembre de 1956 en ple hivern a Palm Beach, Florida. Està enterrat al cementiri Greenwood d'Owen Sound, Ontario.

## Llegat
La vida de Bishop fou explicada en el famós musical canadenc Billy Bishop Goes to War.
També es produí un documental anomenat The Kid Who Couldn't Miss a la CBC Television, produït per la National Film Board of Canada. El documental, un "docudrama" combinava història coneguda de Bishop amb entrevistes a actors que interpretaven diversos personatges de la vida de Bishop, i que suggeria que Bishop havia mentit en sel seu famós atac a l'aeròdrom alemany. En una escena especialment polèmica, el mecànic afirmava que tot el dany rebut per l'aparell era un impacte en una àrea no crítica, insinuant que Bishop havia aterrat en algun lloc, havia disparat al seu propi aparell, i que més tard havia tornat cap a casa reclamant les victòries i referint-se als danys del seu aparell. Però en la realitat, el seu mecànic havia estat un dels més fervents partidaris en aquest fet de manera que l'escena era completament fictícia. El mecànic havia insistit en que Bishop no podia haver fet tals danys a l'aparell. Després d'anys de controvèrsia sobre la gesta de Bishop, principalment perquè molt poques de les seves victòries havien tingut testimonis o havien pogut estar confirmades pels desapareguts arxius alemanys, el documental comportà una investigació per part del govern canadenc el 1985. El comitè d'afers socials, ciència i tecnologia va desacreditar el documental, afirmant que era un retrat poc rigorós de la vida de Bishop.
A Hero to Me: The Billy Bishop Story - WW1 Canadian flying Ace, fou un documental explicant la història de "Billy" Bishop des de la perspectiva de la seva neta Diana, produït per la Global Television i la TVO el 2003.
Hi ha una exposició permanent amb informació sobre Bishop al Museu i Arxius de Grey Roots, a poca distància al sud d'Owen Sound, la ciutat de Bishop.
El fet que l'aeroport regional d'Owen Sound s'anomeni oficialment "Owen Sound Billy Bishop Regional Airport" ha fet que l'alcalde hagi qüestionat les intencions d'anomenar l'aeroport Toronto City Centre Airport amb el nom de Bishop, una proposta que es va discutir per l'autoritat aeroportuària de Toronto al setembre del 2009. Tenir dos aeroports en la mateixa província amb noms similars podia ser un problema.
A banda de l'Owen Sound Billy Bishop Regional Airport, la memòria de Bishop s'estén per tot Canadà:
- Casa i Museu de Billy Bishop a Owen Sound, Ontario
- "Billy Bishop Private" és una carretera privada de l'aeroport d'Ottawa, on la "habitació Billy Bishop" per a visitar dignataris també existeix.
- "Billy Bishop Way" és un carrer a prop de l'aeroport de Downsview a Toronto.
- "Mount Bishop (Canada)", una muntanya d'Alberta de 2.850 metres d'altitud a la frontera amb la Columbia britànica.
- "edifici Bishop", la comandància de la primera divisió de l'aire canadenc i la "Canadian NORAD" a Winnipeg.
- "Billy Bishop Legion Branch 176" a Vancouver.
- "CFB Borden Billy Bishop Centre", una escola d'entrenament per a materials perillosos.
- "entrada Billy Bishop" a l'escola memorial de Hamilton (Ontario).
- "hangar Billy Bishop" al club de vol de Brampton, Ontario.[62]
- 943 Air Marshall William Avery “Billy” Bishop VC, CB, DSO, & Bar, MC, DFC, ED (1894 - 1956) fou afegit al mur d'honor del Col·legi Militar Reial del Canadà a Kingston, Ontario el 2009.
- Billy Bishop Toronto City Airport a Toronto, Ontario el 2009.
- El trofeu de mariscal de l'aire W.A. Bishop Memorial Trophy de l'Air Force Association of Canada és un dels reconeixements més importants de l'aviació al Canadà.

Ambdós fills de Bishop van esdevenir aviadors. El seu fill, Arthur, va combatre durant la Segona Guerra Mundial amb l'Esquadró núm. 401 (RCAF) de Spitfires el 1944. Bishop presentaria la seva filla, Jackie, amb una placa dels Wireless Sparks, qui esdevindria ràdio operadora el 1944.